# Concilio de Agda
El Concilio de Agda (Concilium Agathense) se celebró el 11 de septiembre de 506 en Agda en Languedoc, bajo autorización de Alarico II, rey de los visigodos de Tolosa. Fue presidido por Cesáreo de Arlés, bajo autoridad del papa Símaco. Se considera un concilio de transición entre la iglesia galorromana y la iglesia franca.

## Asistentes
Contó con la asistencia de 35 obispos, 24 personalmente y 11 representados por sacerdotes o diáconos:
- Cesáreo de Arlés
- Cipriano de Burdeos
- Claro de Eauze
- Tetradio de Bourges
- Heracliano de Toulouse
- Sofronio de Agda
- Sedato de Nimes
- Quinciano de Rodez
- Sabino de Albi
- Boecio de Cahors
- Graciano de Dax
- Nicecio de Auch
- Suavio de Comminges
- Galactorio de Lescar
- Grato de Oloron
- Vigilio de Lectoure
- Materno de Lodeva
- Pedro de Buch
- Licerio de Couserans
- Cronopio de Périgueux
- Probacio de Uzès
- Agrecio de Antibes
- Marcelo de Senez
- Pentadio de Digne
- Caprario de Narbona (Avilio, sacerdote)
- Victorino de Fréjus (Joanes, sacerdote)
- Apro de Bigorra (Ingenio, sacerdote)
- Eufrasio de Auvernia (Paulino, sacerdote)
- Juliano de Aviñón (Pompeyo, sacerdote)
- Sextilio de Bazas (Polemio, sacerdote)
- Marcelo de Apt (Pedro, sacerdote)
- Pappolo (Firmino, sacerdote)
- Leonico de Chalon (Óptimo, diácono)
- Vero de Tours (León, diácono)

## Historia
Mientras Trasamundo, rey de los vándalos, perseguía fuertemente a los católicos en África para llevarlos más fácilmente a la apostasía, Alarico II, rey visigodo y arriano como él, permitió a los obispos católicos de la Galia celebrar un concilio en Agda. Era un avance respecto a la persecución que había llevado a cabo su padre Eurico. Los obispos de España no pudieron acudir a la convocatoria, por lo que fueron emplazados a un nuevo concilio en Toulouse para un año después. Sin embargo, poco se sabe de ese concilio y probablemente ni siquiera llegó a celebrarse, puesto que los visigodos fueron derrotados y prácticamente expulsados de la Galia en la batalla de Vouillé en abril de 507, dónde murió el propio rey Alarico a manos del franco Clodoveo.
Sus cuarenta y siete cánones auténticos se ocupan de la disciplina eclesiástica. Uno de ellos (el séptimo), prohibía a los eclesiásticos vender o enajenar los bienes de la iglesia, a la cual consagraron su vida; esto parece ser el primer indicio del posterior sistema de beneficios. 
En general, sus cánones arrojan luz sobre las condiciones morales del clero y de los laicos en el sur de Francia al comienzo de la transición del orden social grecorromano al de los nuevos conquistadores. También son de cierta importancia para el estudio de ciertos principios de las instituciones eclesiásticas.

## Cánones
1. Los bígamos y los que se hayan casado con viudas, ya sean sacerdotes o diáconos, conservarán el nombre de su orden, sin poder, sin embargo, ejercer sus funciones.
2. Los clérigos desobedientes serán castigados por el obispo y, si hay alguno que por soberbia desprecia la comunión o descuida asistir a la iglesia y desempeñar allí sus deberes, serán borrados del número de lista y reducidos a la comunión extranjera (es decir, a la comunión de los clérigos extranjeros a quienes se les concedió un rango por encima del laicado, pero por debajo de los clérigos de la iglesia que tenían el mismo rango que ellos). Si se corrigen y hacen penitencia por sus faltas, serán restaurados al número de la iglesia y a sus grados.
3. Si un obispo ha pronunciado una excomunión injusta o demasiado severa, y cuando los obispos vecinos le advierten de recibir al excomulgado que lo solicita urgentemente, éste se niega a hacerlo, están autorizados a conceder la comunión a quien hubiera sido privado de ella hasta que se celebre un concilio, por temor a que si el excomulgado muriera en este estado, el obispo excomulgante sería aún más culpable.
4. Los clérigos o personas seculares que retengan las donaciones hechas por sus parientes a iglesias o monasterios serán excomulgados como asesinos de pobres, hasta que devuelvan lo dado.
5. Si un clérigo comete robo en perjuicio de la iglesia, será reducido a la comunión extranjera.
6. Las oblaciones hechas a los obispos por extranjeros deben considerarse como pertenecientes a la Iglesia, porque es de suponer que los autores de estos dones tenían como objetivo la redención de sus almas y, así como es correcto que el obispo disfrute de lo que se le da a la iglesia, también es correcto que lo que se le da al obispo pertenezca a la iglesia. Sólo hay una excepción para las cosas entregadas en fideicomiso, ya sea al obispo o a la iglesia.
7. Los obispos no pueden enajenar casas, esclavos o vasos sagrados de la Iglesia, a menos que sea necesario venderlos o darlos en usufructo, lo que se probará en presencia de dos o tres obispos vecinos y se acreditará mediante sus suscripciones. Pueden, sin embargo, liberar a los esclavos que han servido bien a la Iglesia y concederles una pequeña renta, siempre que su valor no supere la suma de veinte céntimos de oro, ya sea en tierra, viña o casa. Si un obispo da una suma mayor al esclavo que libera, el exceso volverá a la iglesia después de la muerte del liberto. En cuanto a las cosas de poco valor, los obispos podrán disponer de ellas en favor de extranjeros o clérigos, e incluso enajenarlas en caso de necesidad sin consultar a sus hermanos.
8. Si un clérigo abandona su ministerio y recurre a un juez secular para evitar la severidad de la disciplina eclesiástica, sea excomulgado junto con su protector.
9. Deben observarse las leyes establecidas por los papas Siricio e Inocencio, respecto a los sacerdotes casados y a los diáconos que regresan con sus esposas.
10. Los clérigos no deben recibir mujeres extrañas en sus hogares, ni visitarlas frecuentemente en sus hogares. Sólo se les permite quedarse con su madre, su hermana, su hija y su sobrina, ya que no pueden ser sospechosos.
11. También tienen prohibido mantener en sus casas a muchachas esclavas o liberadas para que les sirvan.
12. Los fieles deben ayunar todos los días de Cuaresma, a excepción del domingo (porque hay iglesias donde no ayunan el sábado).
13. En todas las iglesias el símbolo se enseñará públicamente a las personas competentes el mismo día, ocho días antes del Domingo de la Resurrección del Señor.
14. En la consagración de los altares no basta la unción del santo crisma, es necesaria también la bendición sacerdotal.
15. Los penitentes, durante el tiempo que estén pidiendo penitencia, deben recibir del obispo la imposición de manos y ponerse un cilicio en la cabeza, siguiendo la costumbre general. Y en el caso de que los penitentes se nieguen a cortarse el pelo, cambiarse de ropa y producir frutos dignos de penitencia, no serán recibidos en el rango de penitentes. En cuanto a los jóvenes, no se les debe conceder fácilmente la penitencia debido a la fragilidad de su edad, pero el viático (es decir, la absolución y la Eucaristía) debe concederse a todos aquellos que se encuentran en peligro de muerte.
16. Los diáconos no deben ser ordenados antes de los veinticinco años. Si son jóvenes y están casados, cuando consienten en ser ordenados, es necesario primero asegurarse de que sus esposas también estén resueltas a vivir en continencia, y que tras su ordenación ya no vivirán en la misma habitación.
17. Los sacerdotes u obispos no deben ser ordenados antes de los treinta años, que es la edad del hombre perfecto.
18. Los seglares que no comulgan en Semana Santa, Navidad y Pentecostés no deben ser considerados católicos.
19. A las vírgenes no se les debe dar el velo antes de los cuarenta años, por muy probada que sea su moral.
20. Los clérigos no deben llevar el pelo largo, de lo contrario el archidiácono se lo cortará contra su voluntad. También deberán tener calzado y ropa adecuados a la santidad de su estado.
21. Se permite a los particulares tener oratorios y capillas en el campo, lejos de las parroquias; pero les está prohibido ejercer allí cargos en los días de la Natividad del Señor, de la Epifanía, de la Pascua, de la Ascensión, de Pentecostés, de la Natividad de San Juan Bautista y de otras fiestas solemnes. Serán excomulgados los clérigos que en estos días se atrevan a celebrar misa en oratorios rurales, sin permiso especial del obispo.
22. Los sacerdotes de la ciudad o de la diócesis (los párrocos), ni los demás clérigos, no pueden dar ni enajenar los bienes de la iglesia (de los cuales tendrán usufructo). Deberán celebrarlos en la forma permitida por el obispo, excepto la ley de la iglesia. La venta o donación que de ella hagan será nula, y en este caso estarán obligados a compensar a la iglesia por sus propios bienes y también serán privados de la comunión.
23. El obispo debe seguir el rango de antigüedad en la promoción de los clérigos, a menos que algunos de ellos merezcan ser humillados por su desobediencia. Podrá, no obstante, elegir archidiácono al que considere más capaz, si el clérigo de mayor edad no estuviera en condiciones de cumplir los deberes de este cargo.
24. Quienes encuentren niños expuestos lo informarán a la iglesia, y el domingo siguiente se anunciará en el altar que se ha encontrado un niño expuesto. Y si dentro de los diez días siguientes a la exposición aparece alguien que pregunta por el niño, se lo devuelven.
25. Debemos excomulgar a los laicos que se separan de sus esposas sin haber demostrado previamente ante los obispos de la provincia que tienen motivos legítimos para resolver sus matrimonios. También debe prohibirseles la reunión de fieles por haber faltado a la fe del matrimonio y haberlo profanado con alianzas ilícitas.
26. Si un clérigo es condenado por haberse apropiado indebidamente de los títulos de la iglesia, de haberlos suprimido o de haberlos entregado en manos de sus adversarios, deberá indemnizar a la iglesia a sus expensas y ser excomulgado junto con los poseedores de estos títulos.
27. Está prohibido fundar un nuevo monasterio sin el permiso del obispo. Los monjes vagabundos no deben ser ordenados clérigos si el abad no proporciona un testimonio ventajoso a su favor. Un abad tiene prohibido recibir a un monje en un monasterio sin el permiso de su superior, pero debe enviarlo de regreso al monasterio de donde salió. Si es necesario elevar a un monje al sacerdocio, el obispo sólo puede hacerlo con el consentimiento del abad.
28. Debemos distanciar los monasterios de niñas de los monasterios de hombres, no sólo para evitar las tentaciones de los demonios, sino también las malas palabras de los hombres.
29. La Iglesia debe tomar bajo su protección a quienes han sido legítimamente liberados por sus amos y excomulgar a quienes se atrevan a apoderarse de ellos o a despojarlos antes de haber demostrado que tenían derecho a hacerlo.
30. El mismo orden debe observarse en todas partes en el oficio divino. Después de las antífonas (es decir después de los salmos cantados a dos coros), los sacerdotes y obispos dirán las colectas; todos los días se cantarán himnos matutinos y vespertinos. Al final de los oficios de maitines y vísperas se rezarán los capítulos tomados de los salmos, y por la tarde, después de la colecta, se despedirá al pueblo con la bendición del obispo.
31. Los obispos se esforzarán por reconciliar a quienes llevan mucho tiempo enemistados o en litigio. Si no quieren reconciliarse, serán excomulgados.
32. No está permitido que un clérigo llame a un laico ante un juez secular, especialmente en asuntos penales, sin el permiso del obispo; pero debe responder, si se le llama a sí mismo. Cuando un secular haya iniciado un proceso injusto contra la Iglesia o contra un clérigo y lo pierda, será expulsado de la Iglesia y de la comunión de los católicos, a menos que haga penitencia.
33. Si un obispo que al morir no deja hijos ni sobrinos, da sus bienes a otra persona que no sea la Iglesia, debe recuperar lo que ha enajenado de los bienes procedentes de la Iglesia. Y si tiene hijos, compensarán a la iglesia, con los bienes que les dejó, por el daño que le haya hecho.
34. Como sucede frecuentemente que los judíos conversos rectifican (ad votimum), ordenamos que sean catecúmenos durante ocho meses antes de recibir el bautismo, para que podamos durante este tiempo examinar si lo hacen con sinceridad, pero si durante este intervalo caen en peligro de muerte, serán bautizados.
35. Todos los obispos de la provincia están obligados a asistir al sínodo o a asistir a la ordenación de un obispo, cuando sean convocados por su metropolitano, a menos que estén impedidos por enfermedad o por orden del príncipe. Quienes contravengan este canon serán privados de la comunión de sus hermanos y de la Iglesia hasta el próximo concilio, conforme a los antiguos cánones.
36. Todos los clérigos que sirvan fielmente a la Iglesia recibirán salario acorde al mérito de sus servicios, de acuerdo con los cánones.
37. Los asesinos y los testigos falsos deben ser excomulgados, a menos que hagan penitencia por sus crímenes.
38. Los clérigos no deben salir (de la diócesis donde ejercen sus funciones) sin cartas de recomendación de su obispo, y los monjes, sin el permiso de su abad. Si no respetan este decreto, ordenamos que reciban castigos corporales. Los monjes no deben abandonar su monasterio para ir al desierto a vivir en celdas privadas, a menos que tengan virtud demostrada por largos trabajos, u obligados por sus enfermedades a disminuir, con la aprobación de su abad, el rigor de su gobierno. Pero en este caso sus celdas deben estar dentro del recinto del monasterio. Los abades no deben tener varias celdas ni varios monasterios. Sin embargo, debido a las incursiones de los enemigos, podrán construir hospicios dentro de las ciudades amuralladas.
39. Como a los sacerdotes, diáconos y subdiáconos no se les permite casarse, se les prohíbe asistir a las fiestas de bodas, donde se cometen cosas indignas de ser vistas y escuchadas por los ministros del altar de la Iglesia.
40. Todo clero y laicos tienen prohibido comer con judíos, debido a que los judíos no comen la carne que normalmente comen los cristianos, es indigno, e incluso un sacrilegio, comer carne ofrecida por los judíos.
41. Los clérigos deben evitar cuidadosamente la embriaguez, que es la fuente y enfermera de todos los vicios. Si un clérigo se emborracha, ordenamos que se abstenga de comulgar durante treinta días y que se someta a castigos corporales.
42. Prohibimos a cualquier clérigo o laico, bajo pena de excomunión, estudiar los augurios y hechizos de los santos para adivinar y predecir el futuro.
43. Debemos observar los decretos de los Santos Padres sobre los penitentes; ninguno de ellos será elevado al clero, y los que hayan sido ordenados por ignorancia serán privados de sus funciones.
44. No está permitido que un sacerdote bendiga al pueblo, ni bendecir a un penitente en la iglesia.
45. En caso de necesidad, el obispo puede vender, sin el consentimiento de sus hermanos, tierras y viñedos de ingresos modestos o que se encuentren muy alejados.
46. También podrá vender esclavos fugitivos que abandonen sus propios hogares y familias y que sean difíciles de mantener.
47. Ordenamos a los laicos, bajo pena de ser reprendidos públicamente por el obispo, que asistan a toda la misa del domingo y que no abandonen la iglesia antes de la bendición del obispo.
48. Cada año debe reunirse un concilio, según los decretos de los Padres.